# Achille Majocchi
Achille Majocchi, o Maiocchi (Milano, 3 novembre 1821 – Torre d'Isola, 1º ottobre 1904), è stato un politico e militare italiano.

## Biografia
Figlio di Giovanni Majocchi e di Rachele Antongini, nacque a Milano nel 1821.
Nel 1860 fu tra i protagonisti della spedizione dei Mille, facendo parte dello stato maggiore di Garibaldi col grado di tenente colonnello. Rimasto ferito durante la battaglia di Calatafimi, venne ricoverato a Vita presso la casa della sig.ra Scaduto e amputato al braccio sinistro dal dott. Lampiasi..
Fu in seguito deputato alla Camera del Regno per cinque legislature, dal 1874 al 1890. Morì a Torre d'Isola, vicino a Pavia, nel 1904.